# Península Boothia

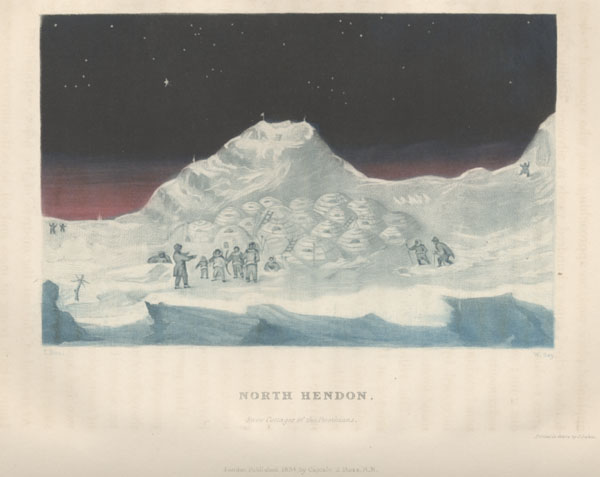
Igloos de los Boothianos en North Hendon, ilustración del libro Narrative of a second voyage in search of a north-west passage, and of a residence in the Arctic regions during the years 1829, 1830, 1831, 1832, 1833 de John Ross (1835).

La península de Boothia (anteriormente Boothia Felix) (del inglés: 'Boothia Peninsula') es una gran península situada en la zona ártica de Canadá. Administrativamente, pertenece al Territorio Autónomo de Nunavut. 

## Geografía
La península de Boothia, casi una isla, se adentra, en dirección S-N, más de 400 km en aguas árticas. Está limitada, al este, por las aguas del golfo de Boothia, que la separan de isla Baffin; al oeste, por las aguas del estrecho de Franklin, que la separan de la isla del Príncipe de Gales; y, al norte, por las aguas del angosto estrecho de Bellot (Ikirahaq), que la separan de isla Somerset. Tiene un área de 32.330 km². Su punto más septentrional, el promontorio de Murchison (72°00′04″N 94°32′38″O / 72.00111, -94.54389) es el punto más septentrional del territorio continental canadiense, y, por tanto, también es el punto más al norte de todo el continente americano. 
La península está unida al continente, en la parte meridional, por el istmo de Boothia, de tan solo unos 30 km. Recorriendo sus costas desde el istmo, en sentido antihorario, se encuentran: en dirección SO-NE, la bahía Lord Mayor (con las islas Astronomical Society cerrando la entrada) y el cabo North Hendon, donde gira la costa en dirección norte; sigue un tramo con bahía Thorn, cabo Margaret, cabo Santa Catalina, cabo Allingtn, cabo Manson, la pequeña bahía Abernethy y cabo Nordenskiold, donde la costa cambia a dirección SE-NO; aparecen puerto Logan, cabo Aughterston, bahía Babbage, bahía Menchikoff, cabo Farrand y la bahía Brentford, al final de la que está el estrecho de Bellot, que comunica las aguas del golfo de Botnia con las del estrecho de Franklin y el Peel Sound, al otro lado de la península. 
La ribera meridional del estrecho es la costa septentrional de la península de Boothia y al otro extremo, ya en la ribera occidental y en aguas del estrecho de Franklin, en dirección sur, hay un primer tramo costero en el que muy próxima a la ribera se encuentra isla Gibson; siguen cabo sir F. Nicholson, Wrottesley Inlet, cabo Hobson, bahía de lady Murchinson, Werld Harbou y punta Andreasen, que señala el inicio de las aguas del Larsen Sound. Siguiendo en dirección sur, bahía Pasley, punta Edward, cabo Alexander y cabo Francis, que marca a su vez el comienzo de las aguas del estrecho de James Ross. la costa gira en dirección NO-SE, un tramo con bahía Kent, cabo Victoria, bahía Oscar, cabo Cambridge, bahía Josephine, cabo Landseer y bahía Spencer, en cuyo fondo oriental comienza de nuevo el istmo de Bootnia.
La zona meridional, la del istmo, es una zona muy baja, con muchas lagunas y lagos, como los de Midlle, Angmaluktok, Krusenstren , Jekyll, Ishuktuk, Hansteen, Kangikjuke y Tukingayuk. En el interior, hay también lagos importantes, como Chartrandy, Lord Lindsay y Amituryouak y Nudluk, al norte, otra zona de muchos lagos. La península está recorrida por muchos ríos que desembocan en todas las vertientes, siendo los principales, el río Lord Lindsay (que vierte en la bahía Thorn), río Abernethy (en la bahía homónima), río Wrottesley (en el inlet homónimo), y río Josephine (también en la bahía homónima).
En la península está localizado el asentamiento inuit de Taloyoak, al suroeste, en bahía Spencer —que en el censo de 2006 contaba con 809 habitantes y tiene un pequeño aeródromo con una pista de gravilla de 1,2 km— aunque actualmente, está escasamente poblada.

## Geología: levantamiento de Boothia
El levantamiento de Boothia se extiende 1000 km hacia el norte desde el norte del Escudo Canadiense hasta el Archipiélago Ártico. Formado por un núcleo de unidades gneísicas del Arcaico al Aphebiano y una cubierta de estratos del Proterozoico al Devónico de la Plataforma Ártica y el Miogeoclinal Frankliniano, se formó durante varios pulsos menores de levantamiento a finales del Proterozoico y principios del Paleozoico y un importante episodio de tectonismo durante el Siluro-Devónico. Aunque durante mucho tiempo se ha considerado como un "horst" o levantamiento vertical de bloques, el análisis de toda la información disponible indica que el levantamiento puede interpretarse como una gran masa imbricada de basamento cristalino, dirigida hacia el oeste y cubierta por fallas y pliegues. Los estudios sedimentológicos y estratigráficos han proporcionado detalles sobre el componente vertical del movimiento. El levantamiento aumenta hacia el norte desde el cratón hasta un máximo de 5 km. El tectonismo principal del levantamiento de Boothia fue aproximadamente coetáneo con el levantamiento en el sureste de la isla de Ellesmere y en el norte de la isla de Axel Heiberg, el plegamiento y metamorfismo de bajo grado en la isla de Ellesmere más septentrional, y el empuje y plegamiento dirigidos hacia el oeste en Groenlandia. Las interacciones de las placas tectónicas responsables de estos fenómenos siguen sin estar claras; es posible que haya existido un régimen general de tensiones compresivas dirigidas hacia el oeste, asociado a las últimas fases de la Orogenia Caledoniana.

## Historia
La península de Boothia fue descubierta en 1829 en la segunda de las expediciones de John Ross, que la bautizó como Boothia Felix Lands en honor del destilador Felix Booth, el patrocinador de esa expedición. 
Ross se encontró con una gran comunidad inuit, a quienes describió como viviendo en «casitas de nieve» («snow cottages», es decir, iglús) y a quienes inmortalizó en uno de sus apuntes, la pintura North Hendon.
El Polo Norte magnético fue localizado en esta península por James Clark Ross, sobrino de John Ross, el 1 de junio de 1831, en una de las expediciones a pie por tierra mientras el barco en el que viajaban, el Victory, permanecía invernado atrapado por los hielos.
El primer explorador que confirmó que la Boothia Felix Land era una península y no una isla fue el también explorador escocés, John Rae, en 1847. Rae fue uno de los primeros exploradores a pie de toda esta zona del ártico canadiense, y, entre 1846 y 1854 realizó cuatro expediciones en las que recorrió más de 10 000 millas a pie o en pequeñas embarcaciones, y reconoció unos 1800 km de costa aún no suficientemente conocidos.